# Seuneubok Dalam Mesjid
Seuneubok Dalam Mesjid is een bestuurslaag in het regentschap Aceh Tamiang van de provincie Atjeh, Indonesië. Seuneubok Dalam Mesjid telt 242 inwoners (volkstelling 2010).